# Сосновка (приток Выга)
Сосновка — река в России, протекает в Медвежьегорском районе Карелии. Длина — 29 км, площадь водосборного бассейна — 129 км². В нижнем течении протекает через Челомпетозеро. Устье реки находится в 43 км по левому берегу реки Выг.
Имеет правый приток (8 км от устья) — реку Рязанку.

## Данные водного реестра
По данным государственного водного реестра России относится к Баренцево-Беломорскому бассейновому округу, водохозяйственный участок реки — бассейн озера Выгозеро до Выгозерского гидроузла, без реки Сегежа до Сегозерского гидроузла. Речной бассейн реки — бассейны рек Кольского полуострова и Карелии, впадает в Белое море.